# Michael Brychcy (Politiker)
Michael Brychcy (* 1. September 1960 in Gotha) ist ein deutscher Kommunalpolitiker (CDU, zuvor Ost-CDU). Er war von 2006 bis 2024 Präsident des Gemeinde- und Städtebundes Thüringen sowie von November 1989 bis Juli 2024 Bürgermeister der Stadt Waltershausen.

## Leben
Nach einer Berufsausbildung mit Abitur im Gummiwerk Waltershausen von 1977 und 1980 nahm Brychcy 1982 ein Studium der Plast- und Elasttechnologie auf, das er 1987 als Ingenieur abschloss. Ende desselben Jahres wechselte er als Abteilungsleiter für Landwirtschaft, Handel und Versorgung ins Waltershausener Rathaus. Am 9. November 1989 wurde Brychcy Bürgermeister der Stadt Waltershausen. Von 1991 bis 1994 absolvierte er ein Fernstudium zum Diplomverwaltungswirt und in den Jahren 1995/96 ein Zusatzstudium Wirtschaftsrecht.
Bei den Kreistagswahlen 2004 wurde Brychcy erstmals in den Kreistag des Landkreises Gotha gewählt. Bei den nächsten vier Kreistagswahlen, zuletzt 2024, konnte er sein Kreistagesmandat jeweils verteidigen. In der Legislaturperiode 2019 bis 2024 bekleidete er den Posten des Kreistagsvorsitzenden.
Ab 2006 war Brychcy Präsident des Thüringer Gemeinde- und Städtebundes. Darüber hinaus war er seit Ende Juli 2022 Vorsitzender des Aufsichtsrates der TEAG Thüringer Energie AG und ist langjähriger Vorsitzender des Aufsichtsrates der Energieversorgung Inselsberg GmbH (Stand 2025).
Zur Bürgermeisterwahl 2024 kandidiert er nicht erneut. Stattdessen bewarb er sich als Direktkandidat der CDU im Wahlkreis 14 (Gotha I) bei der Landtagswahl 2024, unterlag jedoch mit 36,9 % knapp dem AfD-Kandidaten Marcel Kramer (37,3 %)
Ende September 2024 wurde Steffen Kania zum neuen Präsidenten des Gemeinde- und Städtebundes Thüringen gewählt.

## Politische Positionen und Kontroversen
Michael Brodführer (CDU), Bürgermeister von Bad Liebenstein, kritisierte 2017 gegenüber der Frankfurter Allgemeinen Zeitung, dass der Gemeinde- und Städtebund Thüringen unter der Leitung Brychcys „durch die Abhängigkeit von den Dividenden [der Tochtergesellschaften der TEAG] nur noch die Interessen der Thüringer Energie vertritt und nicht mehr die Interessen der Thüringer Kommunen“.
Brychcy forderte 2022 entgegen der CDU-Parteilinie den Bau von Windkraftanlagen im Wald, um die Klimaziele bis 2030 zu erreichen.
Im Juni 2023 sprach er sich dafür aus, mit denjenigen Mitgliedern der AfD auf kommunaler Sachebene zusammenzuarbeiten, die nicht extremistisch seien, wie er es in Waltershausen bereits täte; eine Zusammenarbeit mit der AfD-Landtagsfraktion unter Björn Höcke lehnte er ab. Er bekundete: „Es gibt in meiner Stadt kein rotes, kein grünes, kein schwarzes und kein gelbes Schlagloch. Sondern es gibt ein Schlagloch, und die Leute erwarten, dass wir es wegkriegen.“ Seine Äußerungen lösten heftige Kritik aus. Bürger seiner Stadt forderten Brychcy in einem offenen Brief auf, sich klar gegen die AfD zu positionieren. Der SPD-Landtagsabgeordnete Denny Möller kritisierte, Brychcy mache „Extremisten salonfähig“. Eine Zusammenarbeit mit Demokratiefeinden könne nicht dazu beitragen, die Attraktivität der Demokratie für Enttäuschte zu steigern. Die parlamentarische Geschäftsführerin der SPD-Bundestagsfraktion, Katja Mast, betonte, dass eine Zusammenarbeit mit der AfD „brandgefährlich“ sei. Der Vorsitzende der Linksfraktion im Thüringer Landtag, Steffen Dittes, warf Brychcy vor, kontinuierlich einer ausgewiesen extrem rechten Partei den Weg zu bereiten. In Reaktion auf Brychcys Äußerungen bekräftigte der parlamentarische Geschäftsführer der Unionsfraktion, Thorsten Frei, erneut, dass es keinerlei Zusammenarbeit zwischen CDU und AfD geben werde. Brychcy selbst gab an, nach seinen Äußerungen über die AfD dennoch viel Zuspruch und Zulauf erhalten zu haben. Er sei als Opfer auserkoren und von allen Parteien öffentlich „verprügelt“ worden.
In Bezug auf das relativ starke Abschneiden der AfD bei den Kommunalwahlen in Thüringen 2024 äußerte Brychcy die Auffassung „[s]elbstverständlich muss man das als Niederlage der CDU bezeichnen“.

## Auszeichnungen
- 2015: Ehrenbrief des Freistaats Thüringen[27]
- 2024: Verdienstorden des Freistaats Thüringen[27]